# Mecze reprezentacji Polski w piłce siatkowej kobiet na igrzyskach olimpijskich

## Mecze Polski

### Igrzyska Olimpijskie 1964
| Nr | Przeciwnik        | Miejsce | Data            | Wynik (Polska-przeciwnik)     | Impreza      | Raport |
| -- | ----------------- | ------- | --------------- | ----------------------------- | ------------ | ------ |
| 1  | Stany Zjednoczone | Tokio   | 12 października | 3:0 (15:3 15:4 15:10)         | Faza grupowa |        |
| 2  | Korea Południowa  | Tokio   | 13 października | 3:0 (15:5, 15:5, 15:11)       | Faza grupowa |        |
| 3  | ZSRR              | Tokio   | 15 października | 0:3 (9:15, 5:15, 5:15)        | Faza grupowa |        |
| 4  | Japonia           | Tokio   | 18 października | 1:3 (4:15, 5:15, 15:13, 2:15) | Faza grupowa |        |
| 5  | Rumunia           | Tokio   | 22 października | 3:0 (15:7, 15:6, 15:8)        | Faza grupowa |        |

### Igrzyska Olimpijskie 1968
| Nr | Przeciwnik        | Miejsce | Data            | Wynik (Polska-przeciwnik)               | Impreza      | Raport |
| -- | ----------------- | ------- | --------------- | --------------------------------------- | ------------ | ------ |
| 1  | Korea Południowa  | Meksyk  | 13 października | 3:2 (10:15, 12:15, 15:10, 15:12, 17:15) | Faza grupowa |        |
| 2  | ZSRR              | Meksyk  | 14 października | 0:3 (5:15, 11:15, 4:14)                 | Faza grupowa |        |
| 3  | Stany Zjednoczone | Meksyk  | 16 października | 3:0 (15:3, 15:1, 16:14)                 | Faza grupowa |        |
| 4  | Meksyk            | Meksyk  | 19 października | 3:2 (15:9, 12:15, 15:11, 11:15, 15:4)   | Faza grupowa |        |
| 5  | Japonia           | Meksyk  | 20 października | 0:3 (5:15, 6:15, 6:15)                  | Faza grupowa |        |
| 6  | Czechosłowacja    | Meksyk  | 24 października | 3:0 (15:13, 15:7, 15:12)                | Faza grupowa |        |
| 7  | Peru              | Meksyk  | 25 października | 3:1 (15:10, 14:16, 15:9, 15:8)          | Faza grupowa |        |

#### kwalifikacje
| Nr   | Przeciwnik     | Miejsce        | Data        | Wynik (Polska-przeciwnik)      | Impreza                                                | Raport |
| 1968 | 1968           | 1968           | 1968        | 1968                           | 1968                                                   | 1968   |
| ---- | -------------- | -------------- | ----------- | ------------------------------ | ------------------------------------------------------ | ------ |
| 1    | NRD            | Slavonski Brod | 23 września | 3:2                            | Interkontyneltalny turniej kwalifikacyjny Faza grupowa |        |
| 2    | Węgry          | Slavonski Brod | 24 września | 3:1                            | Interkontyneltalny turniej kwalifikacyjny Faza grupowa |        |
| 3    | Czechosłowacja | Slavonski Brod | 25 września | 2:3                            | Interkontyneltalny turniej kwalifikacyjny Faza grupowa |        |
| 4    | Jugosławia     | Slavonski Brod | 27 września | 3:0 (15:0, 15:9, 15:6)         | Interkontyneltalny turniej kwalifikacyjny Faza grupowa |        |
| 5    | Bułgaria       | Slavonski Brod | 28 września | 3:1 (15:11, 15:6, 14:16, 15:7) | Interkontyneltalny turniej kwalifikacyjny Faza grupowa |        |

### Igrzyska Olimpijskie 1976

#### kwalifikacje
| Nr   | Przeciwnik        | Miejsce    | Data        | Wynik (Polska-przeciwnik)    | Impreza                                                 | Raport |
| 1976 | 1976              | 1976       | 1976        | 1976                         | 1976                                                    | 1976   |
| ---- | ----------------- | ---------- | ----------- | ---------------------------- | ------------------------------------------------------- | ------ |
| 1    | Holandia          | Heidelberg | 16 stycznia | 3:0 (15:11, 15:4, 15:4)      | Interkontyneltalny turniej kwalifikacyjny Faza grupowa  |        |
| 2    | Włochy            | Heidelberg | 17 stycznia | 3:0                          | Interkontyneltalny turniej kwalifikacyjny Faza grupowa  |        |
| 3    | NRD               | Heidelberg | 18 stycznia | 1:3                          | Interkontyneltalny turniej kwalifikacyjny Faza grupowa  |        |
| 4    | Bułgaria          | Heidelberg | 20 stycznia | 3:1                          | Interkontyneltalny turniej kwalifikacyjny Faza finałowa |        |
| 5    | Stany Zjednoczone | Heidelberg | 21 stycznia | 1:3 (8:15, 15:7, 9:15, 9:15) | Interkontyneltalny turniej kwalifikacyjny Faza finałowa |        |

### Igrzyska Olimpijskie 2004

#### kwalifikacje
| Nr   | Przeciwnik  | Miejsce | Data       | Wynik (Polska-przeciwnik)               | Impreza                                        | Raport |
| 2004 | 2004        | 2004    | 2004       | 2004                                    | 2004                                           | 2004   |
| ---- | ----------- | ------- | ---------- | --------------------------------------- | ---------------------------------------------- | ------ |
| 1    | Rosja       | Baku    | 6 stycznia | 3:1 (25:22, 25:17, 22:25, 25:20)        | Europejski turniej kwalifikacyjny Faza grupowa |        |
| 2    | Niemcy      | Baku    | 7 stycznia | 3:2 (25:21, 29:27, 22:25, 17:25, 16:14) | Europejski turniej kwalifikacyjny Faza grupowa |        |
| 3    | Azerbejdżan | Baku    | 8 stycznia | 0:3 (18:25, 21:25, 23:25)               | Europejski turniej kwalifikacyjny Faza grupowa |        |
| 4    | Turcja      | Baku    | 9 stycznia | 1:3 (25:23, 16:25, 18:25, 18:25)        | Europejski turniej kwalifikacyjny Półfinał     |        |

### Igrzyska Olimpijskie 2008
| Nr | Przeciwnik        | Miejsce | Data        | Wynik (Polska-przeciwnik)               | Impreza      | Raport |
| -- | ----------------- | ------- | ----------- | --------------------------------------- | ------------ | ------ |
| 1  | Kuba              | Pekin   | 9 sierpnia  | 1:3 (25:21, 17:25, 20:25, 17:25)        | Faza grupowa |        |
| 2  | Chiny             | Pekin   | 11 sierpnia | 1:3 (25:22, 15:25, 20:25, 22:25)        | Faza grupowa |        |
| 3  | Japonia           | Pekin   | 13 sierpnia | 2:3 (21:25, 20:25, 25:18, 25:23, 11:15) | Faza grupowa |        |
| 4  | Wenezuela         | Pekin   | 15 sierpnia | 3:0 (25:12, 25:12, 25:20)               | Faza grupowa |        |
| 5  | Stany Zjednoczone | Pekin   | 17 sierpnia | 2:3 (25:18, 21:25, 25:19, 19:25, 13:15) | Faza grupowa |        |

#### kwalifikacje
| Nr   | Przeciwnik       | Miejsce | Data        | Wynik (Polska-przeciwnik)               | Impreza                                        | Raport |
| 2008 | 2008             | 2008    | 2008        | 2008                                    | 2008                                           | 2008   |
| ---- | ---------------- | ------- | ----------- | --------------------------------------- | ---------------------------------------------- | ------ |
| 1    | Holandia         | Halle   | 15 stycznia | 3:1 (25:17, 30:28, 16:25, 25:20)        | Europejski turniej kwalifikacyjny Faza grupowa |        |
| 2    | Niemcy           | Halle   | 16 stycznia | 3:2 (22:25, 25:21, 14:25, 25:19, 15:8)  | Europejski turniej kwalifikacyjny Faza grupowa |        |
| 3    | Turcja           | Halle   | 17 stycznia | 3:1 (27:29, 25:16, 28:26, 25:20)        | Europejski turniej kwalifikacyjny Faza grupowa |        |
| 4    | Serbia           | Halle   | 19 stycznia | 3:1 (22:25, 25:18, 25:22, 25:22)        | Europejski turniej kwalifikacyjny Półfinał     |        |
| 5    | Rosja            | Halle   | 20 stycznia | 2:3 (23:25, 22:25, 25:11, 25:22, 12:15) | Europejski turniej kwalifikacyjny Finał        |        |
| 6    | Japonia          | Tokio   | 17 maja     | 1:3 (20:25, 25:27, 25:19, 17:25)        | Światowy turniej kwalifikacyjny                |        |
| 7    | Kazachstan       | Tokio   | 18 maja     | 3:0 (25:20, 25:15, 25:19)               | Światowy turniej kwalifikacyjny                |        |
| 8    | Dominikana       | Tokio   | 20 maja     | 3:1 (23:25, 25:19, 25:17, 25:23)        | Światowy turniej kwalifikacyjny                |        |
| 9    | Korea Południowa | Tokio   | 21 maja     | 3:0 (25:16, 25:19, 25:16)               | Światowy turniej kwalifikacyjny                |        |
| 10   | Tajlandia        | Tokio   | 23 maja     | 3:1 (18:25, 25:14, 25:19, 25:23)        | Światowy turniej kwalifikacyjny                |        |
| 11   | Serbia           | Tokio   | 24 maja     | 3:2 (25:18, 25:14, 18:25, 22:25, 15:10) | Światowy turniej kwalifikacyjny                |        |
| 12   | Portoryko        | Tokio   | 25 maja     | 3:0 (25:22, 25:22, 25:22)               | Światowy turniej kwalifikacyjny                |        |

### Igrzyska Olimpijskie 2012

#### kwalifikacje
| Nr   | Przeciwnik | Miejsce | Data   | Wynik (Polska-przeciwnik)               | Impreza                                        | Raport |
| 2012 | 2012       | 2012    | 2012   | 2012                                    | 2012                                           | 2012   |
| ---- | ---------- | ------- | ------ | --------------------------------------- | ---------------------------------------------- | ------ |
| 1    | Holandia   | Ankara  | 1 maja | 3:1 (25:18, 25:23, 23:25, 25:13)        | Europejski turniej kwalifikacyjny Faza grupowa |        |
| 2    | Rosja      | Ankara  | 2 maja | 3:2 (25:17, 16:25, 25:21, 19:25, 18:16) | Europejski turniej kwalifikacyjny Faza grupowa |        |
| 3    | Serbia     | Ankara  | 4 maja | 3:2 (29:27, 25:21, 21:25, 19:25, 15:13) | Europejski turniej kwalifikacyjny Faza grupowa |        |
| 4    | Niemcy     | Ankara  | 5 maja | 3:1 (25:22, 16:25, 25:14, 25:17)        | Europejski turniej kwalifikacyjny Półinał      |        |
| 5    | Turcja     | Ankara  | 6 maja | 0:3 (22:25, 22:25, 19:25)               | Europejski turniej kwalifikacyjny Finał        |        |

### Igrzyska Olimpijskie 2016

#### kwalifikacje
| Nr | Przeciwnik | Miejsce | Data       | Wynik (Polska-przeciwnik)               | Impreza                                 | Raport |
| -- | ---------- | ------- | ---------- | --------------------------------------- | --------------------------------------- | ------ |
| 1  | Rosja      | Ankara  | 4 stycznia | 2:3 (25:19, 25:18, 22:25, 14:25, 10:15) | Europejskie kwalifikacje – faza grupowa |        |
| 2  | Belgia     | Ankara  | 5 stycznia | 1:3 (19:25, 25:16, 25:27, 18:25)        | Europejskie kwalifikacje – faza grupowa |        |
| 3  | Włochy     | Ankara  | 7 stycznia | 2:3 (18:25, 22:25, 25:22 25:19, 13:15)  | Europejskie kwalifikacje – faza grupowa |        |

### Igrzyska Olimpijskie 2020

#### kwalifikacje
| Nr | Przeciwnik  | Miejsce   | Data        | Wynik (Polska-przeciwnik)               | Impreza                                                       | Raport |
| -- | ----------- | --------- | ----------- | --------------------------------------- | ------------------------------------------------------------- | ------ |
| 1  | Bułgaria    | Apeldoorn | 7 stycznia  | 3:1 (23:25, 25:20, 25:19, 25:22)        | Turniej kwalifikacyjny do igrzysk olimpijskich – faza grupowa |        |
| 2  | Holandia    | Apeldoorn | 9 stycznia  | 3:1 (25:20, 25:23, 23:25, 25:23)        | Turniej kwalifikacyjny do igrzysk olimpijskich – faza grupowa |        |
| 3  | Azerbejdżan | Apeldoorn | 10 stycznia | 3:0 (25:19, 25:19, 25:23)               | Turniej kwalifikacyjny do igrzysk olimpijskich – faza grupowa |        |
| 4  | Turcja      | Apeldoorn | 11 stycznia | 2:3 (25:19, 18:25, 25:23, 31:33, 11:15) | Turniej kwalifikacyjny do igrzysk olimpijskich – półfinał     |        |

### Igrzyska Olimpijskie 2024
| Nr | Przeciwnik        | Miejsce | Data       | Wynik (Polska-przeciwnik)        | Impreza      | Raport |
| -- | ----------------- | ------- | ---------- | -------------------------------- | ------------ | ------ |
| 1  | Japonia           | Paryż   | 28 lipca   | 3:1 (20:25, 25:22, 25:23, 28:26) | Faza grupowa |        |
| 2  | Kenia             | Paryż   | 31 lipca   | 3:0 (25:14, 25:17, 25:15)        | Faza grupowa |        |
| 3  | Brazylia          | Paryż   | 4 sierpnia | 0:3 (21:25, 36:38, 14:25)        | Faza grupowa |        |
| 4  | Stany Zjednoczone | Paryż   | 6 sierpnia | 0:3 (22:25, 14:25, 20:25)        | Ćwierćfinał  |        |

#### kwalifikacje
| Nr | Przeciwnik        | Miejsce | Data        | Wynik (Polska-przeciwnik)               | Impreza                                        | Raport |
| -- | ----------------- | ------- | ----------- | --------------------------------------- | ---------------------------------------------- | ------ |
| 1  | Słowenia          | Łódź    | 16 września | 3:0 (25:18, 25:15, 25:22)               | Turniej kwalifikacyjny do igrzysk olimpijskich |        |
| 2  | Korea Południowa  | Łódź    | 17 września | 3:1 (25:22, 24:26, 25:21, 25:9)         | Turniej kwalifikacyjny do igrzysk olimpijskich |        |
| 3  | Kolumbia          | Łódź    | 19 września | 3:0 (25:21, 25:21, 25:13)               | Turniej kwalifikacyjny do igrzysk olimpijskich |        |
| 4  | Tajlandia         | Łódź    | 20 września | 2:3 (18:25, 25:7, 22:25, 25:23, 12:15)  | Turniej kwalifikacyjny do igrzysk olimpijskich |        |
| 5  | Niemcy            | Łódź    | 22 września | 3:2 (20:25, 27:25, 25:21, 22:25, 15:12) | Turniej kwalifikacyjny do igrzysk olimpijskich |        |
| 6  | Stany Zjednoczone | Łódź    | 23 września | 3:1 (27:25, 16:25, 25:23, 25:16)        | Turniej kwalifikacyjny do igrzysk olimpijskich |        |
| 7  | Włochy            | Łódź    | 24 września | 3:1 (15:25, 26:24, 25:23, 25:21)        | Turniej kwalifikacyjny do igrzysk olimpijskich |        |

## Bilans spotkań według krajów
| Lp.   | Reprezentacja     | Liczba meczów | Wygrane | Wygrane | Wygrane | Przegrane | Przegrane | Przegrane | Bilans meczów wygrane:przegrane | Bilans setów wygrane:przegrane |
| Lp.   | Reprezentacja     | Liczba meczów | 3:0     | 3:1     | 3:2     | 2:3       | 1:3       | 0:3       | Bilans meczów wygrane:przegrane | Bilans setów wygrane:przegrane |
| ----- | ----------------- | ------------- | ------- | ------- | ------- | --------- | --------- | --------- | ------------------------------- | ------------------------------ |
|       | Chiny             | 1             | -       | -       | -       | -         | 1         | -         | 0:1                             | 1:3                            |
|       | Czechosłowacja    | 1             | 1       | -       | -       | -         | -         | -         | 1:0                             | 3:0                            |
|       | Japonia           | 4             | -       | 1       | -       | 1         | 1         | 1         | 1:3                             | 6:10                           |
|       | Korea Południowa  | 2             | 1       | -       | 1       | -         | -         | -         | 2:0                             | 6:2                            |
|       | Kuba              | 1             | -       | -       | -       | -         | 1         | -         | 0:1                             | 1:3                            |
|       | Meksyk            | 1             | -       | -       | 1       | -         | -         | -         | 1:0                             | 3:2                            |
|       | Peru              | 1             | -       | 1       | -       | -         | -         | -         | 1:0                             | 3:1                            |
|       | Rumunia           | 1             | 1       | -       | -       | -         | -         | -         | 1:0                             | 3:0                            |
|       | Stany Zjednoczone | 4             | 2       | -       | -       | 1         | -         | 1         | 2:2                             | 8:6                            |
|       | Wenezuela         | 1             | 1       | -       | -       | -         | -         | -         | 1:0                             | 3:0                            |
|       | ZSRR              | 2             | -       | -       | -       | -         | -         | 2         | 0:2                             | 0:6                            |
|       | Kenia             | 1             | 1       | -       | -       | -         | -         | -         | 1:0                             | 3:0                            |
|       | Brazylia          | 1             | -       | -       | -       | -         | -         | 1         | 0:1                             | 0:3                            |
| Razem | Razem             | 21            | 7       | 2       | 2       | 2         | 3         | 5         | 11:10                           | 40:36                          |

## Bilans spotkań według edycji
| Rok   | Edycja | Miejsce | Liczba meczów | Zwycięstwa | Porażki | Sety  | Trener            |
| ----- | ------ | ------- | ------------- | ---------- | ------- | ----- | ----------------- |
| 1964  | I      | 3.      | 5             | 3          | 2       | 10:6  | Stanisław Poburka |
| 1968  | II     | 3.      | 7             | 5          | 2       | 15:11 | Benedykt Krysik   |
| 2008  | XII    | 9-10.   | 5             | 1          | 4       | 9:12  | Marco Bonitta     |
| 2024  | XVI    | 5-8.    | 4             | 2          | 2       | 6:7   | Stefano Lavarini  |
| Razem | Razem  | Razem   | 21            | 11         | 10      | 40:36 |                   |

## Składy
1964: Krystyna Czajkowska, Józefa Ledwig, Maria Golimowska, Jadwiga Rutkowska, Danuta Kordaczuk-Wagner, Krystyna Jakubowska, Jadwiga Marko, Maria Śliwka, Zofia Szcześniewska, Krystyna Krupa
 1968: Krystyna Czajkowska, Józefa Ledwig, Krystyna Jakubowska, Krystyna Krupa, Zofia Szcześniewska, Elżbieta Porzec, Wanda Wiecha, Lidia Chmielnicka-Żmuda, Barbara Niemczyk, Halina Aszkiełowicz, Jadwiga Marko-Książek, Krystyna Ostromęcka
2008: Katarzyna Skowrońska-Dolata, Mariola Zenik, Katarzyna Gajgał, Anna Podolec, Małgorzata Glinka-Mogentale, Agnieszka Bednarek, Anna Barańska, Milena Sadurek-Mikołajczyk, Milena Rosner, Maria Liktoras, Joanna Kaczor, Katarzyna Skorupa
2024: Maria Stenzel, Klaudia Alagierska-Szczepaniak, Agnieszka Korneluk, Magdalena Stysiak, Martyna Łukasik, Aleksandra Szczygłowska, Joanna Wołosz, Martyna Czyrniańska, Malwina Smarzek, Katarzyna Wenerska, Olivia Różański, Natalia Mędrzyk, Magdalena Jurczyk